# Paratelmatoscopus mindanensis
Paratelmatoscopus mindanensis är en tvåvingeart som beskrevs av Quate 1965. Paratelmatoscopus mindanensis ingår i släktet Paratelmatoscopus och familjen fjärilsmyggor.
Artens utbredningsområde är Filippinerna. Inga underarter finns listade i Catalogue of Life.